# Yakovlev Yak-33
Yakovlev Yak-33 là một họ máy bay đa năng siêu thanh, có khả năng cất hạ cánh thẳng đứng, được nghiên cứu đầu thập niên 1960.

## Tính năng kỹ chiến thuật
Đặc điểm tổng quát
- Tổ lái: 2
- Chiều dài: 27 m ()
- Sải cánh: 11 m ()
- Chiều cao:  ()
- Động cơ: 2 × Kolesov RD36-41 kiểu turbojet, 7.000 kgf dry, 16.000 kgf wet + 6 tới 8 động cơ nâng (3.000 kgf) (15.432 lbf, 35.274 lbf (6.614 lbf)) mỗi chiếc

 Hiệu suất bay 
- Vận tốc cực đại: Mach 3
- Vận tốc hành trình: Mach 2